# Driopteron
Driopteron is een geslacht van vliesvleugeligen uit de familie Eulophidae. De wetenschappelijke naam van dit geslacht is voor het eerst geldig gepubliceerd in 2004 door Hansson.

## Soorten
Het geslacht Driopteron omvat de volgende soorten:
- Driopteron azofeifai Hansson, 2004
- Driopteron callainum Hansson, 2004
- Driopteron cristatum Hansson, 2004
- Driopteron exilicornis Hansson, 2004
- Driopteron folioides Hansson, 2004
- Driopteron limonense Hansson, 2004